# The Dresden Files
The Dresden Files è una serie di romanzi di Jim Butcher appartenenti ai generi fantasy contemporaneo e giallo. Ogni romanzo della serie è raccontato in prima persona da Harry Blackstone Copperfield Dresden (chiamato così da suo padre in onore di Harry Houdini, Harry Blackstone e David Copperfield).
Il titolo che propose originariamente Butcher era Semiautomagic, titolo che riassumeva perfettamente l'equilibrio tra fantasia e narrativa gialla hard boiled.
Nel mondo della serie The Dresden Files, la magia è reale, così come lo sono vampiri, spiriti, demoni, licantropi e altre creature dei miti. La maggior parte delle persone non crede nella magia o nel gran numero di forze malvagie che è costantemente in atto. Ciò rende difficile per Harry Dresden farsi passare come mago professionista ed investigatore privato. Fortunatamente, la sezione speciale Polizia investigativa di Chicago guidata dal luogotenente Karrin Murphy assume regolarmente Dresden per aiutare a risolvere i casi con un'ombra soprannaturale.
La serie fa numerosi riferimenti alla cultura popolare moderna, come la Evil Overlord List.
Nel febbraio 2023 è stata annunciata la traduzione in italiano del primo omnibus, contenente i primi tre romanzi, a cura di Mondadori.

## Harry Dresden
Harry è un mago che lavora come investigatore privato a Chicago, dove si occupa di crimini paranormali ed è un consulente per la polizia di Chicago. Harry viene considerato come un "picchiatore" magico, dato che manca di controllo raffinato dei suoi poteri, ma è considerato come uno dei più potenti maghi viventi in termini di pura potenza magica. Inizialmente favorisce in battaglia incantesimi di fuoco e di vento, ma si è evoluto verso l'uso di fuoco e di forza pura, occasionalmente usando anche incantesimi di terra (in It's My Birthday Too, Turn Coat e Change), elettricità (in Small Favor e Turn Coat), e almeno in un caso di acqua (in Turn Coat). È un esperto in incantesimi per seguire tracce (che usa nelle sue indagini) e di convocazioni e cattura di esseri fatati e altre fonti sovrannaturali di informazioni.
L'armamento tipico di Harry comprende uno spolverino (inizialmente di tela pesante, rimpiazzato successivamente da uno in cuoio) incantato con incantesimi protettivi, un bastone runico, una bacchetta per controllare meglio le evocazioni offensive, un braccialetto per creare scudi magici (inizialmente solo per proteggere da oggetti solidi, ma successivamente migliorato per proteggere anche da energie), anelli di argento utilizzati per immagazzinare l'energia cinetica e rilasciarla violentemente (a inizio serie un singolo anello, a fine serie tripli anelli su ogni dito di entrambe le mani) e il pentacolo d'argento lasciatogli da sua madre. Per quei momenti in cui "la magia non basta" gira spesso armato con una rivoltella (calibro .38, .44 o .357) o anche con altre armi da fuoco.
Harry ha anche molti contatti e conoscenze con differenti membri della comunità magica, particolarmente importanti sono i suoi contatti con tutte le Regine delle Corti fatate dell'Inverno e dell'Estate, con i membri dell'ordine dei Cavalieri della Croce (mortali scelti per impugnare delle armi fatate in cui è inserito uno dei chiodi della croce su cui è stato crocefisso Cristo) e con la Corte Bianca (una specie di vampiri che si nutrono delle emozioni dei mortali).
La madre di Harry, Margaret Gwendolyn LaFey, era anch'essa una maga, sebbene Harry sappia molto poco di lei fino a Blood Rites. Ha un fratellastro Thomas. Harry è stato allevato dal padre, un mago da palcoscenico itinerante fino all'età di sei anni, quando questi morì a causa di un aneurisma cerebrale. Trascorse alcuni anni in un orfanotrofio statale, prima di essere adottato all'età di dieci anni (poco dopo aver manifestato i suoi poteri magici) da Justin DuMorne, un ex guardiano del Concilio Bianco (il corpo governante dei maghi) che si era rivolto alla magia nera. Justin tentò di sottomettere mentalmente Harry per trasformarlo in uno schiavo, ma Harry si ribellò e uccise Justin. Harry venne quindi affidato alle cure del mago Ebenezar McCoy, che lo prende come apprendista e lo tiene fuori dai guai fino a che non diventa abbastanza cresciuto da mantenersi da solo.

## Altri media

### Serie televisiva
Dalla serie di romanzi è stata tratta nel 2007 una serie televisiva prodotta da SciFi Channel durata una singola stagione di 12 puntate.

### Audiolibri
Buzzy Media Publishing ha pubblicato i primi quattro romanzi della serie come audiolibri in versione audio CD ed MP3 (solo i primi quattro). Storm Front è stato realizzato nel luglio 2002 come un set di 8 CD non riadattati, Fool Moon è realizzato a seguire nell'agosto 2003 in un set di 9 CD non riadattati. L'audiolibro di Grave Peril è stato pubblicato come set di 10 CD non riadattati il 28 ottobre 2004 insieme ad una maglietta allegata con tutte le vendite precedenti il 26 dicembre 2004. Summer Knight è stato realizzato il 31 marzo 2007. Tutti e quattro gli audiolibri sono poi stati pubblicati in formato MP3 su pochi CD.
I rimanenti otto romanzi sono stati pubblicati dalla Penguin Audio.
Voce narrante di tutti gli audiolibri è l'attore James Marsters.

### Gioco di ruolo
La Evil Hat Productions ha pubblicato  un gioco di ruolo basato su The Dresden Files. Consiste di un manuale base Volume One: Your Story e di un manuale che descrive l'ambientazione Volume Two: Our World. Entrambi i volumi sono stati pubblicati in coincidenza con la Origins Game Fair 2010. La pubblicazione del gioco era stata annunciata nel dicembre 2004.
Il regolamento è una versione modificata del FATE system, enfatizzando la struttura narrativa sulla simulazione. Permette ai giocatori di interpretare nello stesso gioco, un'ampia varietà di personaggi a partire da umani normali fino a creature supernaturali. Il testo è scritto come se fosse una bozza di regolamento di gioco di ruolo scritta dagli Alpha (nei romanzi un gruppo di giovani lupi mannari amici di Harry) con inserite nel testo note e commenti di Harry stesso.

### Fumetti
Dal 2008 al 2014 sono state pubblicate da Dabel Brothers Productions sette graphic novel con protagonista Harry Dresden.

## Libri nella serie
| No.              | Titolo            | Data di uscita   | Copertina rigida       | Brossura                             |
| ---------------- | ----------------- | ---------------- | ---------------------- | ------------------------------------ |
| 1                | Storm Front       | Aprile 2000      | ISBN 0-4514-6197-5     | ISBN 0-4514-5781-1                   |
| 2                | Fool Moon         | Gennaio 2001     | ISBN 0-4514-6202-5     | ISBN 0-4514-5812-5                   |
| 3                | Grave Peril       | Settembre 2001   | ISBN 0-4514-6234-3     | ISBN 0-4514-5844-3                   |
| 4                | Summer Knight     | Settembre 2002   | —                      | ISBN 0-4514-5892-3                   |
| 5                | Death Masks       | Agosto 2003      | —                      | ISBN 0-4514-5940-7                   |
| 6                | Blood Rites       | Agosto 2004      | —                      | ISBN 0-4514-5987-3                   |
| 7                | Dead Beat         | Maggio 2005      | ISBN 0-4514-6027-8     | ISBN 0-4514-6091-X                   |
| 8                | Proven Guilty     | Maggio 2006      | ISBN 0-4514-6085-5     | ISBN 0-4514-6103-7                   |
| 9                | White Night       | Aprile 2007      | ISBN 0-4514-614-01     | ISBN 0-4514-6155-X                   |
| 10               | Small Favor       | Aprile 1, 2008   | ISBN 0-4514-6189-4     | —                                    |
| 11               | Turn Coat         | Aprile 2009      | —                      | —                                    |
| 12               | Changes           | Aprile 2010      | —                      | —                                    |
| 13               | Ghost Story       | Luglio 2011      | —                      | —                                    |
| 14               | Cold Days         | Novembre 2012    | —                      | —                                    |
| 15               | Skin Game         | Maggio 2014      | —                      | —                                    |
| 16               | Peace Talks       | Luglio 2020      | —                      | —                                    |
| 17               | Battle Ground     | Settembre 2020   | —                      | —                                    |
| Omnibus editions | Omnibus editions  | Omnibus editions | Copertina Rigida       | Contenuti                            |
| 1                | Wizard for Hire   | Marzo 2005       | ISBN 0-7394-5193-6     | Storm Front, Fool Moon & Grave Peril |
| 2                | Wizard by Trade   | Marzo 2006       | ISBN 0-7394-6581-3     | Summer Knight & Death Masks          |
| 3                | Wizard at Large   | Ottobre 2006     | ISBN 978-0-7394-7658-1 | Blood Rites & Dead Beat              |
| 4                | Wizard Under Fire | Maggio 2007      | ISBN 0-7394-8344-7     | Proven Guilty & White Night          |
| -                | Side Jobs         | Ottobre 2010     | -                      | 11 racconti                          |
| Audiolibri       | Audiolibri        | Audiolibri       | Audio CD               | MP3 CD                               |
| 1                | Storm Front       | Luglio 2002      | ISBN 0-9657-2550-2     | ISBN 0-9657-2556-1                   |
| 2                | Fool Moon         | Agosto 2003      | ISBN 0-9657-2552-9     | ISBN 0-9657-2558-8                   |
| 3                | Grave Peril       | Ottobre 2004     | ISBN 0-9657-2555-3     | ISBN 0-9657-2559-6                   |
| 4                | Summer Knight     | Marzo 2007       | ISBN 0-9790-7492-4     | ISBN 0-9790-7493-2                   |
| 5                | Small Favor       | Aprile 2008      | ISBN 0-1431-4339-5     | —                                    |